# Felsőozor
Felsőozor (szlovákul: Horné Ozorovce) Bán városrésze, egykor önálló község Szlovákiában, a Trencséni kerület Báni járásában.

## Fekvése
Bán központjától 3 km-re északnyugatra fekszik.

## Története
1234-ben említik először, 1492-ben szerepel először külön faluként a szomszédos Alsóozortól. A középkorban a gróf Cseszneky család volt a falu ura, a későbbiekben pedig az Ozoróczy, Kohányi, Nezétey, Ozori Pobera, Svehla és Ottlik családok rendelkeztek itt birtokkal. A településen állt az 1709-ben eredetileg fából épült Ottlik-kastély.
A 18. század végén Vályi András így ír róla: „Alsó, és Felső Ozor. Két tót falu Trentsén Várm. földes Ura Otlik Uraság, lakosaik katolikusok, fekszenek Bánhoz közel, mellynek filiáji, piatzozásaik közel vannak, de földgyeik néhol alább valók.”
Fényes Elek 1851-ben kiadott geográfiai szótárában így ír a faluról: „Felső-Ozor, tót falu, Trencsén, most A. Nyitra vgyében: 112 kath., 221 evang., 185 zsidó lak. Evang. templom F. u. Nyitra-Zsámbokrét.”
1910-ben 365-en, többségében szlovákok lakták, jelentős magyar kisebbséggel. 1920 előtt Trencsén vármegye Báni járásához tartozott.
1976 óta Bánhoz tartozik.

## Nevezetességei

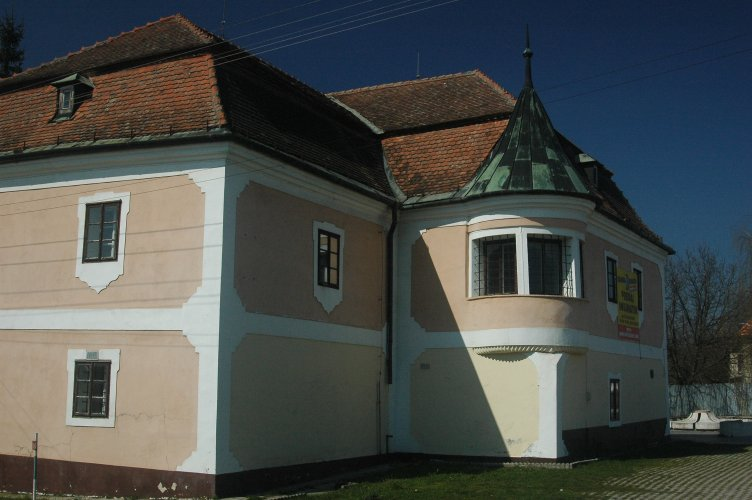
A kastély

- Evangélikus temploma a 18. század első felében épült, szószéke 1725-ben készült.
- Ottlik-kastély.

## Neves személyek
- Itt született 1732. május 28-án Fornet József evangélikus lelkész, egyházi író.
- Itt született 1656-ban Ottlyk György, Thököly Imre ezredese, majd II. Rákóczi Ferenc brigadérosa és főudvarmestere.

## Lásd még
- Bán
- Alsóozor
- Igazpüspöki
- Kishelvény